# Умигулсум-султанија (ћерка Мехмеда IV)
Султанија Умигулсум је била ћерка Мехмеда IV и султаније Рабије Гулнуш. Именована је у част султанове тетке, султаније Умигулсум.

## Брак
Једанаестог априла 1594. године, Умигулсум се удала. Брак је склопљен са Кучук Осман-пашом. Испраћена је величанственом поворком у палату Синан-паше у Једрену. Султанија и паша су били утицајни. Након свадбе, одржали су огромну забаву у својој палати, којој су присуствовали султан, његова жена и многи државници.
Осман-паша је био намесник Анадолије и Румелије, док је Умигулсум живела са ћеркама у Једрену. Из другог брака добила је ћерке Фатму султанију(1699-1730) и Хатиџе султанију(1695-1701).

## Смрт
Умигулсум султанија је умрла 10. маја 1720. године у Истанбулу. Сахрањена је у џамији Турхан султаније, поред свог оца.